# Jon Åge Tyldum
Jon Åge Tyldum (Snåsa, 26 ottobre 1968) è un ex biatleta norvegese, vincitore di due Coppe del Mondo.

## Biografia
Ha iniziato a praticare biathlon a livello agonistico nel 1981. In Coppa del Mondo ha ottenuto il primo risultato di rilievo nel 1988, nell'individuale di Oslo Holmenkollen (29°). In carriera ha preso parte a due edizioni dei Giochi olimpici invernali, Albertville 1992 (34° in sprint) e Lillehammer 1994 (52° in individuale, 25° in sprint, 7° in staffetta), e a diverse edizioni dei Campionati mondiali, vincendo sette medaglie.

## Palmarès

### Mondiali
- 7 medaglie:
  - 1 oro (gara a squadre[1] ad Anterselva 1995)
  - 5 argenti (gara a squadre a Lahti 1991; gara a squadre a Novosibirsk 1992; sprint[1] a Borovec 1993; individuale[1] ad Anterselva 1995; staffetta[1] a Osrblie 1997)
  - 1 bronzo (staffetta a Lahti 1991)

### Coppa del Mondo
- Vincitore della Coppa del Mondo nel 1992 e nel 1995
- 8 podi (5 individuali, 3 a squadre[2]), oltre a quelli conquistati in sede iridata e validi anche ai fini della Coppa del Mondo:
  - 2 vittorie (individuali)
  - 3 secondi posti (1 individuale, 2 a squadre)
  - 3 terzi posti (2 individuale, 1 a squadre)

#### Coppa del Mondo - vittorie
| Data             | Località    | Nazione | Specialità |
| ---------------- | ----------- | ------- | ---------- |
| 13 marzo 1993    | Östersund   | Svezia  | SP         |
| 10 dicembre 1994 | Bad Gastein | Austria | SP         |

Legenda:

IN = individuale

SP = sprint